# Lakewood (Tennessee)
Lakewood es una ciudad ubicada en el condado de Davidson en el estado estadounidense de Tennessee. En el Censo de 2010 tenía una población de 2.302 habitantes y una densidad poblacional de 880,01 personas por km².

## Geografía
Lakewood se encuentra ubicada en las coordenadas 36°14′29″N 86°38′10″O / 36.24139, -86.63611. Según la Oficina del Censo de los Estados Unidos, Lakewood tiene una superficie total de 2.62 km², de la cual 2.61 km² corresponden a tierra firme y (0.1%) 0 km² es agua.

## Demografía
Según el censo de 2010, había 2.302 personas residiendo en Lakewood. La densidad de población era de 880,01 hab./km². De los 2.302 habitantes, Lakewood estaba compuesto por el 0.09% blancos, el 6.91% eran afroamericanos, el 0.52% eran amerindios, el 0.35% eran asiáticos, el 0% eran isleños del Pacífico, el 0.65% eran de otras razas y el 2.39% pertenecían a dos o más razas. Del total de la población el 2.43% eran hispanos o latinos de cualquier raza.